# Нгамоле, Кулбой
Кулбой Нгамоле — южноафриканский бегун на длинные дистанции, который специализируется в марафоне. На олимпийских играх 2012 года не смог закончить марафонскую дистанцию. Занял 46-е место на чемпионате мира 2011 году. На чемпионате мира по полумарафону 2005 года занял 63-е место с результатом 1:10.00. В 2007 году на Всеафриканских играх занял 10-е место в беге на 10 000 метров с результатом 28.43,01.
Личный рекорд в марафоне — 2:10.43.